# 사근도 형지안
사근도 형지안(沙斤道 形止安)은 대한민국 경상북도 문경시 문경읍 옛길박물관에 있는, 조선시대 1747년(영조 23)에 작성된 것으로 사근도에 속한 15개 소속역의 4천여 명에 달하는 역인의 상황을 수록하고 있다. 2019년 3월 25일 경상북도의 유형문화재 제532호로 지정되었다.

## 지정 사유
형지안은 역에 소속된 역리(驛吏), 역노비(驛奴婢), 일수(日守), 보인(保人) 등 역인의 상황을 파악하기 위해 작성한 인명장부이다. 사근도 형지안은 1747년(영조 23)에 작성된 것으로 사근도에 속한 15개 소속역의 4천여 명에 달하는 역인의 상황을 수록하고 있다. 가로 60cm, 세로 62.5cm 크기의 필사본으로, 표지는 망실되어 새로 만들었으며 본문은 총 98장으로 이루어져 있다.
현재까지 조선시대 역의 형지안이 국내에서 발견된 예는 없으며, 몇 가지가 일본에서 발견되어 학계에 소개된 바 있다. 사근도 형지안은 기존 소개된 형지안에 비해 결락된 부분이 없는 완전한 상태라는 점에서 사료적 가치가 크므로 유형문화재로 지정한다.

## 지정 내역
| 번호  | 명칭                          | 재료 | 구조·형식·형태 | 규격                      | 수량 | 기타특징                     |
| ----- | ----------------------------- | ---- | -------------- | ------------------------- | ---- | ---------------------------- |
| 532호 | 사근도 형지안 (沙斤道 形止案) | 종이 | 필사본         | - 가로 60cm × 세로 62.5cm | 1冊  | - 제작연대 : 1747년(영조 23) |

## 참고 문헌
- 사근도 형지안 - 국가유산청 국가유산포털